# Kangita
La kangita és un mineral de la classe dels òxids. El seu nom deriva de "kang", la paraula xinesa per a l'element escandi.

## Característiques
La kangita és un òxid de fórmula química (Sc,Ti,Al,Zr,Mg,Ca,□)₂O₃. Bàsicament es tracta de Sc₂O₃ impur, compost ben conegut en la seva forma sintètica. Va ser aprovada com a espècie vàlida per l'Associació Mineralògica Internacional l'any 2011. Cristal·litza en el sistema isomètric.
Segons la classificació de Nickel-Strunz, la kangita pertany a «04.CB: Òxids amb proporció metall:oxigen = 2:3, 3:5, i similars, amb cations de mida mitja» juntament amb els següents minerals: brizziïta, corindó, ecandrewsita, eskolaïta, geikielita, hematites, ilmenita, karelianita, melanostibita, pirofanita, akimotoïta, romanita, tistarita, avicennita, bixbyita, armalcolita, pseudobrookita, mongshanita, zincohögbomita-2N2S, zincohögbomita-2N6S, magnesiohögbomita-6N6S, magnesiohögbomita-2N3S, magnesiohögbomita-2N2S, ferrohögbomita-2N2S, pseudorútil, kleberita, berdesinskiïta, oxivanita, olkhonskita, schreyerita, kamiokita, nolanita, rinmanita, iseïta, majindeïta, claudetita, estibioclaudetita, arsenolita, senarmontita, valentinita, bismita, esferobismoïta, sil·lenita, kyzylkumita i tietaiyangita.

## Formació i jaciments
Va ser descoberta al meteorit Allende, un meteorit recollit a Pueblito de Allende, una localitat de l'estat de Chihuahua, a Mèxic. Es troba associada a l'espinel·la, la perovskita i la davisita.